# Przodem do tyłu
Przodem do tyłu – amerykańska komedia z 1997 r. w reżyserii Franka Oza.

## Główne role
- Kevin Kline – Howard Brackett
- Joan Cusack – Emily Montgomery
- Matt Dillon – Cameron Drake
- Debbie Reynolds – Bernice Brackett
- Wilford Brimley – Frank Brackett
- Bob Newhart – Tom Halliwell
- Tom Selleck – Peter Malloy

## Nominacje
- 1997 Złoty Glob Najlepsza rola aktora w filmie komediowym lub musicalu Kevin Kline
- 1998 Nagroda Satelita Najlepszy aktor w filmie komediowym lub musicalu Kevin Kline[1].